# Ernst Krieck
Ernst Krieck, né le 6 juillet 1882 à Vögisheim et mort le 19 mars 1947 à Moosburg, est un enseignant, écrivain et professeur allemand. 
Avec Alfred Bäumler, Krieck est considéré comme un théoricien national-socialiste de premier plan.

## Biographie
Après avoir obtenu son diplôme du collège, Krieck entre dans une école normale à Karlsruhe. En exerçant le métier de professeur d'école primaire, il commence à critiquer le système scolaire dominant comme étant mécanique et trop bureaucratique. Pendant ce temps, Krieck continue à s'instruire par lui-même.
En 1910, sa première œuvre littéraire, Persönlichkeit und Kultur (Personnalité et culture), est publiée. En 1917, Krieck publie Die deutsche Staatsidee (L'idée nationale allemande). Puis, en 1920, Die Revolution der Wissenschaft (La révolution de la science) est publié, et enfin, en 1922, Philosophie der Erziehung (Philosophie de l'éducation) est publié. Philosophie der Erziehung est considéré comme le livre le plus important de Krieck. Pour ce livre, il reçoit un doctorat honorifique de la Ruprecht-Karls-Universität d'Heidelberg.
Après avoir travaillé pendant quatre ans comme écrivain indépendant, il est nommé en 1928 à la Pädagogische (pédagogie, c'est-à-dire science de l'éducation) de l'Akademie de Francfort-sur-le-Main.
Jusqu'à la fin des années 1920, il soutient les opinions traditionnelles du corps enseignant libéral qui est en conflit avec la politique scolaire du SPD (parti social-démocrate), du Zentrumspartei (parti du centre) et de l'Église catholique. Puis, il prend un tournant politique. En 1931, il devient membre de l'Union de lutte contre l'antisémitisme et la discrimination raciale pour la culture allemande. Après avoir déclaré « Heil auf das Dritte Reich » (« Salut au Troisième Reich ») lors de la fête du solstice en 1931, Krieck est transféré à la Pädagogische Akademie Dortmund pour des raisons disciplinaires.
Pendant cette période, dans toute la région de la Ruhr en Allemagne, Krieck joue fréquemment le rôle d'orateur politique. Le 1er janvier 1932, il devient membre du NSDAP et du syndicat national-socialiste des enseignants. En 1932, en raison de la poursuite de l'agitation nazie, Krieck est suspendu de son poste de professeur.
Après la prise de pouvoir par les nazis, en raison d'un décret du secrétariat, Krieck est élu président de la Johann Wolfgang Goethe-Universität Frankfurt am Main en avril 1933. Il était le seul candidat. La veille, il a été élu professeur d'éducation et de philosophie. Il est le premier président nazi d'une université allemande. Après son élection, il déclare que « le vieux fossé entre le Volkstum (le peuple) et l'université est enfin comblé ». Son élection marque le début d'une union « entre le Führer de la ville, la direction du NSDAP et le Führer de l'Université ». Il annonce un nettoyage agressif de l'université : « C'est notre objectif collectif, de faire un bastion de l'esprit allemand dans la ville de Francfort. Nous marchons vers une nouvelle culture, celle du national-socialisme et de son Führer pour faire place à la révolution politique... » L'une des premières mesures fut l'incendie public de livres sur le Römerberg le 10 mai 1933.
Krieck devient l'éditeur du nouveau magazine Volk im Werden (La race nazie en train de naître), qui paraît tous les deux mois de 1933 à 1944 et qui dépeint les idées nazies sur l'éducation. Krieck publie de nombreux articles dans ce magazine. En 1934, il se rend à la Ruprecht-Karls Universität Heidelberg et prend la direction du département de philosophie et d'éducation. À l'été 1936, il apparaît avec Bernhard Rust, tant sur le plan public que programmatique. À partir de 1934, il travaille également avec le Sicherheitsdienst (Service de sécurité) des Reichsführer-SS et travaille comme espion dans la section scientifique. En 1935, il devient le chef du syndicat des enseignants nazis Gau à Baden. D'avril 1937 à octobre 1938, il est président de l'université de Heidelberg. Sa philosophie de base provoque une grave controverse avec les théoriciens de la race nazie dans les années 1936-1938, à la suite de quoi il quitte tous ses postes au parti et à l'université. En 1938, il quitte la SS, mais se voit alors confier le rôle honorifique de SS-Obersturmbannführer. Il est président du département de philosophie et d'éducation à Heidelberg jusqu'à la fin de la Seconde Guerre mondiale.
En 1944, il devient l'un des nombreux dirigeants du syndicat des enseignants nationaux-socialistes.
Après la fin de la Seconde Guerre mondiale, il est renvoyé de l'université et détenu par les forces d'occupation américaines. Il meurt le 19 mars 1947 dans un camp d'internement situé à Moosburg.
Krieck est devenu professeur malgré le fait qu'il n'avait pas d'Abitur (un diplôme de l'école secondaire allemande qualifiant une personne pour l'admission dans une université). Il grandit dans un milieu ouvrier - son père est maçon et paysan - et il n'a pas pu aller au lycée. Par conséquent, sa formation d'enseignant en école primaire est la seule possibilité pour lui de recevoir une éducation supérieure. Grâce à son soutien absolu au national-socialisme et à sa formation d'enseignant, il a pu être nommé à des postes d'enseignement supérieur. 
Les archives de l'université de Heidelberg ont reçu des biens appartenant à Ernst Krieck et à sa fille, Ilse Krieck. Cet héritage comprend des albums de photos, des photos à cadre unique, un buste, de la correspondance et cinq disques de gramophone qui jouent un discours prononcé par Krieck en 1933.